# Wirtschaftsmacht
Als Wirtschaftsmacht gelten solche Staaten, deren Volkswirtschaft
in besonderem Maß Einfluss auf die Entwicklung der Weltwirtschaft und die internationale Konjunktur hat. 
Charakteristisch für eine Wirtschaftsmacht sind ein großer Anteil am Welt-Bruttonationaleinkommen, -Export bzw. -Import sowie die Bedeutung der eigenen Währung in der Welt. Ein Forum, in dem sich große Wirtschaftsmächte regelmäßig treffen und abstimmen sind zum Beispiel die G7. 

## Historische Entwicklung

### Vor der Industriellen Revolution
Im Altertum waren das Römische Reich, China, Indien und westafrikanische Staaten bedeutende Wirtschaftsmächte. Noch bis in die Neuzeit war China den europäischen Ländern wirtschaftlich und technisch überlegen. Nach der Entdeckung Amerikas waren Spanien und Portugal Weltwirtschaftsmächte.

### Von der Industriellen Revolution bis zum Ende des 20. Jahrhunderts
Als erste bedeutende Wirtschaftsmacht der neueren Geschichte gilt das Britische Empire, da dort die Industrialisierung ihren Anfang nahm und es als Kolonialmacht über weltweite Ressourcen herrschte. Dies äußerte sich nicht zuletzt auch an der damaligen Bedeutung des Britischen Pfundes als wichtigste Währung der Welt. 
Im 20. Jahrhundert wurde Großbritannien von den USA als größte Wirtschaftsmacht der Welt abgelöst, der US-Dollar übernahm im Gefolge der beiden Weltkriege die Rolle des Britischen Pfundes als Weltreservewährung. Am Beginn des 21. Jahrhunderts werden die USA als Wirtschaftsmacht ihrerseits wiederum von der sich immer mehr vergrößernden Europäischen Union und dem Aufsteiger China herausgefordert.

### Prognosen
Im 21. Jahrhundert werden neben China nach Ansicht vieler Ökonomen auch andere ehemalige Schwellenländer – die BRICS: Brasilien, Russland, Indien und Südafrika – zu Weltwirtschaftsmächten werden.

## Bedeutung der Weltwirtschaftsmächte in der Weltwirtschaftspolitik
Bisweilen wird gefordert, dass die Wirtschaftsmächte der Welt als „Konjunkturlokomotive“ für die übrige Welt dienen sollen, insbesondere bei schwächelnder Weltkonjunktur.

## Multinationale Konzerne als Wirtschaftsmacht
Neben staatlicher Wirtschaftsmacht können auch einzelne Unternehmen erhebliche regionale, nationale oder multinationale Wirtschaftsmacht repräsentieren. So übersteigt der Jahresumsatz von großen multinationalen Konzernen das BIP von vielen kleinen und mittleren Staaten. Neben Wirtschaftstimulation und Wohlfahrtsgewinnen, die solche Wirtschaftsmacht erzeugt, wirft diese aber auch kritische Fragen nach der gesellschaftlichen Kontrolle auf. Das Handeln von privatwirtschaftlichen, international agierenden Konzernen ist viel weniger verfassungsmäßig begründeten Rahmenbedingungen unterworfen als das staatliche Handeln. Die Globalisierung der Wirtschaft stellt damit neue Herausforderungen an  die gesellschaftliche Kontrolle und die normativen Rahmenbedingungen, welche die Leitplanken des unternehmerischen Handeln legitimieren sollen.